# Ebie
Ebie est un village du Cameroun situé dans le département de la Meme et la Région du Sud-Ouest. Il fait partie de la commune de Mbonge.

## Population
On y a dénombré 192 habitants en 1953, puis 200 en 1967, principalement des Bamboko.
Lors du recensement national de 2005, la localité comptait 914 habitants.